# III Giochi olimpici giovanili estivi
I III Giochi olimpici giovanili estivi (in spagnolo: Juegos Olímpicos de la Juventud de 2018) si sono svolti a Buenos Aires, Argentina, dal 6 al 18 ottobre 2018. Svolgendosi nell'emisfero meridionale, per la prima volta i giochi si sono tenuti nel mese di ottobre, e quindi nella stagione primaverile. Inizialmente previste entrambe nell'Estadio Monumental Antonio Vespucio Liberti, la cerimonia di apertura si è tenuta invece all'obelisco di Buenos Aires e quella di chiusura nel Villaggio Olimpico. Per la prima volta le cerimonie si sono quindi tenute fuori da uno stadio, all'aperto ed è stato possibile assistervi gratuitamente.

## Assegnazione

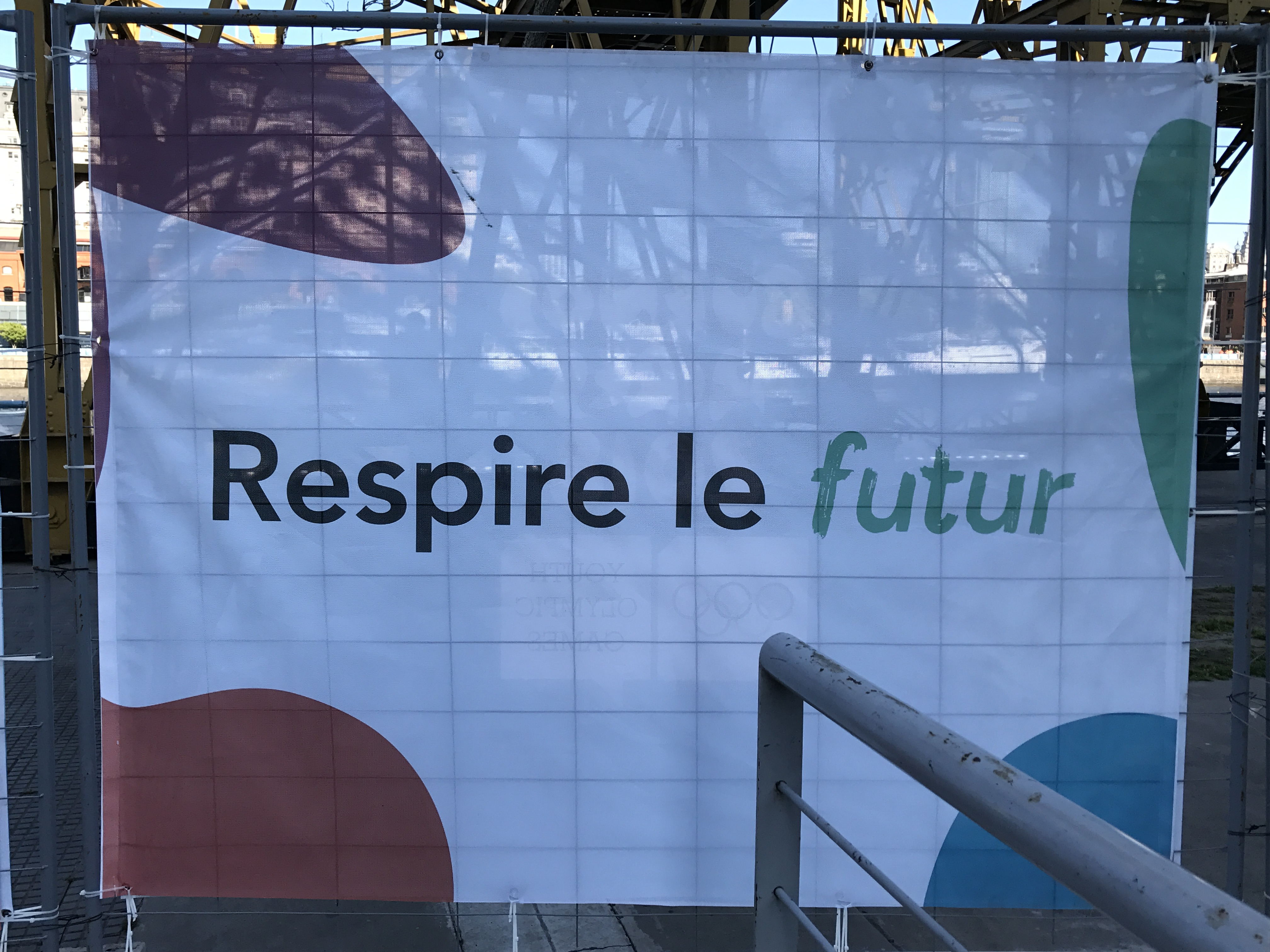

### Calendario
Il processo di selezione per la città organizzatrice dei III GOG estivi ha seguito il seguente calendario:
- 15 marzo 2012 - Firma della procedura di candidatura
- 15 ottobre 2012 - Invio al CIO dei documenti necessari, compreso il documento di candidatura
- 12/13 febbraio 2013 - Definizione della shortlist di candidati
- Maggio 2013 - Report della Commissione di Valutazione del CIO
- Luglio 2013 - Elezione della città organizzatrice

### Candidature ufficiali
Il 13 febbraio 2013 il CIO ha reso noti i nomi delle tre città selezionate per l'organizzazione dei Giochi Olimpici Giovanili del 2018.
- Argentina - Buenos Aires[1]
- Colombia - Medellín
- Gran Bretagna - Glasgow[2][3]

### Candidature non selezionate
- Messico - Guadalajara[4]
- Paesi Bassi - Rotterdam[5]

### Candidature ritirate
- Polonia - Poznań

### Altre ipotesi di candidatura
Altre città o regioni che avrebbero potuto presentare candidatura ma non lo fecero furono:
- Nigeria - Abuja[6][7]
- Russia - Daghestan[8][9]
- Svezia - Göteborg, Malmö e Stoccolma[2]

### Elezione
| Giochi olimpici giovanili 2018 | Giochi olimpici giovanili 2018 | Giochi olimpici giovanili 2018 | Giochi olimpici giovanili 2018 |
| Città                          | Comitato olimpico nazionale    | Round 1                        | Round 2                        |
| ------------------------------ | ------------------------------ | ------------------------------ | ------------------------------ |
| Buenos Aires                   | Argentina                      | 40                             | 49                             |
| Medellín                       | Colombia                       | 32                             | 39                             |
| Glasgow                        | Gran Bretagna                  | 13                             | –                              |

## I Giochi

### Paesi partecipanti
206 Paesi partecipano ai Giochi. Kosovo e Sudan del Sud fanno il loro debutto ai Giochi olimpici giovanili.
- Afghanistan (3)
- Albania (5)
- Algeria (30)
- Andorra (8)
- Angola (2)
- Antigua e Barbuda (5)
- Arabia Saudita (9)
- Argentina (141) (paese ospitante)
- Armenia (8)
- Aruba (7)
- Australia (88)
- Austria (41)
- Azerbaigian (17)
- Bahamas (7)
- Bahrein (4)
- Bangladesh (13)
- Barbados (4)
- Belgio (32)
- Belize (3)
- Benin (3)
- Bermuda (3)
- Bhutan (3)
- Bielorussia (37)
- Birmania (2)
- Bolivia (18)
- Bosnia ed Erzegovina (6)
- Botswana (3)
- Brasile (79)
- Brunei (3)
- Bulgaria (24)
- Burkina Faso (4)
- Burundi (5)
- Cambogia (3)
- Camerun (16)
- Canada (72)
- Capo Verde (3)
- Ciad (2)
- Cile (44)
- Cina (82)
- Cipro (6)
- Colombia (54)
- Comore (3)
- Corea del Nord (5)
- Corea del Sud (29)
- Costa d'Avorio (3)
- Costa Rica (17)
- Croazia (36)
- Cuba (19)
- Danimarca (12)
- Dominica (4)
- Ecuador (29)
- Egitto (68)
- El Salvador (4)
- Emirati Arabi Uniti (8)
- Eritrea (9)
- Estonia (23)
- Etiopia (11)
- Figi (3)
- Finlandia (25)
- Filippine (7)
- Francia (99)
- Gabon (4)
- Gambia (5)
- Georgia (15)
- Germania (75)
- Ghana (5)
- Giamaica (13)
- Giappone (91)

- Gibuti (5)
- Giordania (12)
- Gran Bretagna (43)
- Grecia (33)
- Grenada (4)
- Guam (4)
- Guatemala (9)
- Guinea (3)
- Guinea-Bissau (2)
- Guinea Equatoriale (3)
- Guyana (4)
- Haiti (3)
- Honduras (4)
- Hong Kong (25)
- India (47)
- Indonesia (16)
- Iran (49)
- Iraq (15)
- Irlanda (17)
- Isole Cayman (3)
- Isole Cook (1)
- Isole Marshall (5)
- Isole Vergini Americane (4)
- Isole Vergini Britanniche (3)
- Isole Salomone (12)
- Islanda (9)
- Israele (19)
- Italia (83)
- Kazakistan (58)
- Kenya (19)
- Kirghizistan (13)
- Kiribati (2)
- Kosovo (5)
- Kuwait (2)
- Laos (4)
- Lesotho (2)
- Lettonia (19)
- Libano (3)
- Liberia (2)
- Libia (2)
- Liechtenstein (3)
- Lituania (15)
- Lussemburgo (10)
- Macedonia del Nord (6)
- Madagascar (4)
- Malawi (4)
- Maldive (3)
- Malaysia (20)
- Mali (3)
- Malta (4)
- Marocco (20)
- Mauritania (2)
- Mauritius (25)
- Messico (93)
- Micronesia (3)
- Moldavia (17)
- Monaco (5)
- Mongolia (11)
- Montenegro (2)
- Mozambico (6)
- Namibia (11)
- Nauru (5)
- Nepal (3)
- Nicaragua (4)
- Niger (3)
- Nigeria (17)
- Norvegia (16)
- Nuova Zelanda (61)
- Oman (5)

- Paesi Bassi (41)
- Pakistan (3)
- Palau (2)
- Palestina (4)
- Panama (16)
- Papua Nuova Guinea (4)
- Paraguay (26)
- Perù (16)
- Polonia (71)
- Portogallo (41)
- Porto Rico (22)
- Qatar (5)
- Rep. Ceca (53)
- Rep. Centrafricana (2)
- Rep. del Congo (2)
- RD del Congo (5)
- Rep. Dominicana (20)
- Romania (34)
- Russia (94)
- Ruanda (3)
- Saint Kitts e Nevis (2)
- Saint Vincent e Grenadine (6)
- San Marino (4)
- Saint Lucia (3)
- São Tomé e Príncipe (4)
- Samoa (17)
- Samoa Americane (13)
- Senegal (4)
- Serbia (16)
- Seychelles (3)
- Sierra Leone (4)
- Singapore (18)
- Siria (3)
- Slovacchia (33)
- Slovenia (26)
- Somalia (2)
- Spagna (86)
- Sri Lanka (13)
- Stati Uniti (87)
- Sudafrica (70)
- Sudan (2)
- Sudan del Sud (3)
- Suriname (3)
- Svezia (18)
- Svizzera (41)
- eSwatini (3)
- Tagikistan (3)
- Taipei cinese (59)
- Tanzania (4)
- Thailandia (57)
- Timor Est (2)
- Togo (4)
- Tonga (12)
- Trinidad e Tobago (14)
- Tunisia (38)
- Turchia (55)
- Turkmenistan (10)
- Tuvalu (1)
- Ucraina (55)
- Uganda (5)
- Ungheria (79)
- Uruguay (26)
- Uzbekistan (37)
- Vanuatu (21)
- Venezuela (53)
- Vietnam (13)
- Yemen (3)
- Zambia (14)
- Zimbabwe (15)

### Discipline
A questi terzi Giochi olimpici giovanili estivi gli sport praticati sono 32 (nuoto e tuffi come sport unico).
- Arrampicata sportiva (2)
- Atletica leggera (38)
- Badminton (3)
- Beach handball (2)
- Beach volley (2)
- Break dance (3)
- Calcio a 5 (2)
- Canoa/Kayak (8)
- Canottaggio (4)
- Ciclismo (4)
- Equitazione (2)
- Ginnastica (17)
- Golf (3)
- Hockey su prato (2)
- Judo (9)
- Karate (6)
- Lotta (15)
- Nuoto (36)
- Pallacanestro (4)
- Pattinaggio di velocità in linea (2)
- Pentathlon moderno (3)
- Pugilato (13)
- Rugby a sette (2)
- Scherma (7)
- Sollevamento pesi (12)
- Taekwondo (10)
- Tennis (5)
- Tennis tavolo (3)
- Tiro (6)
- Tiro con l'arco (3)
- Triathlon (3)
- Tuffi (5)
- Vela (5)

### Calendario degli eventi
Il calendario dei Giochi è stato pubblicato il 9 maggio 2018, esattamente 150 giorni prima dell'inizio.
| ● | Ceremonia di apertura | ● | Competizioni | ● | Finali | ● | Ceremonia di chiusura |

| Ottobre                          | 6 Sab | 7 Dom | 8 Lun | 9 Mar | 10 Mer | 11 Gio | 12 Ven | 13 Sab | 14 Dom | 15 Lun | 16 Mar | 17 Mer | 18 Gio | Eventi |
| -------------------------------- | ----- | ----- | ----- | ----- | ------ | ------ | ------ | ------ | ------ | ------ | ------ | ------ | ------ | ------ |
| Cerimonie                        | ●     |       |       |       |        |        |        |        |        |        |        |        | ●      |        |
| Arrampicata sportiva             |       | ●     | ●     | 1     | 1      |        |        |        |        |        |        |        |        | 2      |
| Atletica leggera                 |       |       |       |       |        | ●      | ●      | ●      | 8      | 17     | 13     |        |        | 38     |
| Badminton                        |       | ●     | ●     | ●     | ●      | ●      | 3      |        |        |        |        |        |        | 3      |
| Beach handball                   |       |       | ●     | ●     | ●      | ●      | ●      | 2      |        |        |        |        |        | 2      |
| Beach volley                     |       | ●     | ●     | ●     | ●      | ●      | ●      | ●      | ●      | ●      | ●      | 2      |        | 2      |
| Break dance                      |       | ●     | 2     |       | ●      | 1      |        |        |        |        |        |        |        | 3      |
| Calcio a 5                       |       | ●     | ●     | ●     | ●      | ●      | ●      | ●      |        | ●      |        | 1      | 1      | 2      |
| Canoa/Kayak                      |       |       |       |       |        |        | 2      | 2      |        | 2      | 2      |        |        | 8      |
| Canottaggio                      |       | ●     | ●     | 2     | 2      |        |        |        |        |        |        |        |        | 4      |
| Ciclismo                         |       | 1     |       |       | ●      | 1      |        | ●      | ●      | ●      | ●      | 2      |        | 4      |
| Equitazione                      |       |       | ●     | 1     |        |        | ●      | 1      |        |        |        |        |        | 2      |
| Ginnastica                       |       | ●     | ●     | ●     | 1      | 1      | 1      | 4      | 4      | 5      | 1      |        |        | 17     |
| Golf                             |       |       |       | ●     | ●      | 2      |        | ●      | ●      | 1      |        |        |        | 3      |
| Hockey su prato                  |       | ●     | ●     | ●     | ●      | ●      | ●      | ●      | 2      |        |        |        |        | 2      |
| Judo                             |       | 3     | 3     | 2     | 1      |        |        |        |        |        |        |        |        | 9      |
| Karate                           |       |       |       |       |        |        |        |        |        |        |        | 3      | 3      | 6      |
| Lotta                            |       |       |       |       |        |        | 5      | 5      | 5      |        |        |        |        | 15     |
| Nuoto                            |       | 3     | 8     | 5     | 7      | 4      | 9      |        |        |        |        |        |        | 36     |
| Pallacanestro                    |       | ●     | ●     | ●     | ●      | ●      | ●      | ●      | ●      | 2      | ●      | 2      |        | 4      |
| Pattinaggio di velocità in linea |       | ●     | 2     |       |        |        |        |        |        |        |        |        |        | 2      |
| Pentathlon moderno               |       |       |       |       |        |        | ●      | 1      | 1      | ●      | 1      |        |        | 3      |
| Pugilato                         |       |       |       |       |        |        |        |        | ●      | ●      | ●      | 8      | 5      | 13     |
| Rugby a 7                        |       |       |       |       |        |        |        | ●      | ●      | 2      |        |        |        | 2      |
| Scherma                          |       | 2     | 2     | 2     | 1      |        |        |        |        |        |        |        |        | 7      |
| Sollevamento pesi                |       | 2     | 2     | 2     |        | 2      | 2      | 2      |        |        |        |        |        | 12     |
| Taekwondo                        |       | 2     | 2     | 2     | 2      | 2      |        |        |        |        |        |        |        | 10     |
| Tennis                           |       | ●     | ●     | ●     | ●      | ●      | ●      | 2      | 3      |        |        |        |        | 5      |
| Tennis tavolo                    |       | ●     | ●     | ●     | 2      |        | ●      | ●      | ●      | 1      |        |        |        | 3      |
| Tiro                             |       | 1     | 1     | 1     | 1      | 1      | 1      |        |        |        |        |        |        | 6      |
| Tiro con l'arco                  |       |       |       |       |        |        | ●      | ●      | 1      | ●      | 1      | 1      |        | 3      |
| Triathlon                        |       | 1     | 1     |       |        | 1      |        |        |        |        |        |        |        | 3      |
| Tuffi                            |       |       |       |       |        |        |        | 1      | 1      | 1      | 1      | 1      |        | 5      |
| Vela                             |       | ●     | ●     | ●     | ●      | ●      | 2      | 3      |        |        |        |        |        | 5      |
| Totale set di medaglie           |       | 15    | 23    | 18    | 18     | 15     | 25     | 23     | 25     | 31     | 19     | 20     | 9      | 241    |
| Totale cumulato set di medaglie  |       | 15    | 38    | 56    | 74     | 89     | 114    | 137    | 162    | 193    | 212    | 232    | 241    | 241    |
| Ottobre                          | 6 Sab | 7 Dom | 8 Lun | 9 Mar | 10 Mer | 11 Gio | 12 Ven | 13 Sab | 14 Dom | 15 Lun | 16 Mar | 17 Mer | 18 Gio | Eventi |

### Medagliere
| Posizione | Nazione             | Oro | Argento | Bronzo | Totale |
| --------- | ------------------- | --- | ------- | ------ | ------ |
| 1         | Russia              | 29  | 18      | 12     | 59     |
| 2         | Cina                | 18  | 9       | 9      | 36     |
| 3         | Giappone            | 15  | 12      | 12     | 39     |
| -         | Squadra mista       | 13  | 13      | 13     | 39     |
| 4         | Ungheria            | 12  | 7       | 5      | 24     |
| 5         | Italia              | 11  | 10      | 13     | 34     |
| 6         | Argentina           | 11  | 6       | 9      | 26     |
| 7         | Iran                | 7   | 3       | 4      | 14     |
| 8         | Stati Uniti         | 6   | 5       | 7      | 18     |
| 9         | Francia             | 5   | 15      | 7      | 27     |
| 10        | Ucraina             | 5   | 7       | 6      | 18     |
| 11        | Australia           | 4   | 8       | 4      | 16     |
| 12        | Uzbekistan          | 4   | 5       | 5      | 14     |
| 13        | Thailandia          | 4   | 5       | 2      | 11     |
| 14        | Colombia            | 4   | 3       | 3      | 10     |
| 14        | Kazakistan          | 4   | 3       | 3      | 10     |
| 16        | Cuba                | 4   | 0       | 2      | 6      |
| 17        | India               | 3   | 9       | 1      | 13     |
| 18        | Gran Bretagna       | 3   | 4       | 5      | 12     |
| 19        | Germania            | 3   | 4       | 2      | 9      |
| 20        | Messico             | 3   | 3       | 6      | 12     |
| 21        | Rep. Ceca           | 3   | 3       | 5      | 11     |
| 22        | Egitto              | 3   | 2       | 7      | 12     |
| 23        | Svezia              | 3   | 2       | 1      | 6      |
| 24        | Grecia              | 3   | 1       | 2      | 6      |
| 25        | Nuova Zelanda       | 3   | 1       | 1      | 5      |
| 25        | Sudafrica           | 3   | 1       | 1      | 5      |
| 27        | Kenya               | 3   | 1       | 0      | 4      |
| 28        | Brasile             | 2   | 4       | 7      | 13     |
| 29        | Romania             | 2   | 3       | 3      | 8      |
| 30        | Belgio              | 2   | 3       | 2      | 7      |
| 31        | Turchia             | 2   | 2       | 7      | 11     |
| 32        | Slovenia            | 2   | 2       | 5      | 9      |
| 33        | Etiopia             | 2   | 2       | 4      | 8      |
| 34        | Bulgaria            | 2   | 2       | 2      | 6      |
| 35        | Azerbaigian         | 2   | 1       | 3      | 6      |
| 35        | Norvegia            | 2   | 1       | 3      | 6      |
| 37        | Danimarca           | 2   | 1       | 1      | 4      |
| 38        | Vietnam             | 2   | 1       | 0      | 3      |
| 39        | Malaysia            | 2   | 0       | 0      | 2      |
| 39        | Moldavia            | 2   | 0       | 0      | 2      |
| 39        | Qatar               | 2   | 0       | 0      | 2      |
| 39        | Venezuela           | 2   | 0       | 0      | 2      |
| 43        | Marocco             | 1   | 5       | 1      | 7      |
| 44        | Corea del Sud       | 1   | 4       | 7      | 12     |
| 45        | Georgia             | 1   | 4       | 1      | 6      |
| 46        | Spagna              | 1   | 3       | 5      | 9      |
| 47        | Bielorussia         | 1   | 3       | 3      | 7      |
| 48        | Nigeria             | 1   | 3       | 0      | 4      |
| 49        | Ecuador             | 1   | 2       | 2      | 5      |
| 50        | Portogallo          | 1   | 2       | 0      | 3      |
| 51        | Austria             | 1   | 1       | 7      | 9      |
| 52        | Israele             | 1   | 1       | 1      | 3      |
| 52        | Lituania            | 1   | 1       | 1      | 3      |
| 52        | Slovacchia          | 1   | 1       | 1      | 3      |
| 52        | Tunisia             | 1   | 1       | 1      | 3      |
| 56        | Arabia Saudita      | 1   | 0       | 2      | 3      |
| 57        | Armenia             | 1   | 0       | 1      | 2      |
| 57        | Finlandia           | 1   | 0       | 1      | 2      |
| 57        | Rep. Dominicana     | 1   | 0       | 1      | 2      |
| 57        | Uganda              | 1   | 0       | 1      | 2      |
| 61        | Burundi             | 1   | 0       | 0      | 1      |
| 61        | Islanda             | 1   | 0       | 0      | 1      |
| 61        | Mauritius           | 1   | 0       | 0      | 1      |
| 64        | Algeria             | 0   | 5       | 0      | 5      |
| 65        | Canada              | 0   | 3       | 6      | 9      |
| 66        | Serbia              | 0   | 2       | 3      | 5      |
| 67        | Kirghizistan        | 0   | 2       | 1      | 3      |
| 67        | Mongolia            | 0   | 2       | 1      | 3      |
| 69        | Paesi Bassi         | 0   | 1       | 5      | 6      |
| 70        | Polonia             | 0   | 1       | 3      | 4      |
| 71        | Croazia             | 0   | 1       | 2      | 3      |
| 71        | Irlanda             | 0   | 1       | 2      | 3      |
| 71        | Porto Rico          | 0   | 1       | 2      | 3      |
| 71        | Svizzera            | 0   | 1       | 2      | 3      |
| 71        | Taipei cinese       | 0   | 1       | 2      | 3      |
| 76        | Giamaica            | 0   | 1       | 1      | 2      |
| 76        | Hong Kong           | 0   | 1       | 1      | 2      |
| 76        | Zambia              | 0   | 1       | 1      | 2      |
| 79        | Emirati Arabi Uniti | 0   | 1       | 0      | 1      |
| 79        | Filippine           | 0   | 1       | 0      | 1      |
| 79        | Lussemburgo         | 0   | 1       | 0      | 1      |
| 79        | Saint Lucia         | 0   | 1       | 0      | 1      |
| 83        | Afghanistan         | 0   | 0       | 1      | 1      |
| 83        | Eritrea             | 0   | 0       | 1      | 1      |
| 83        | Estonia             | 0   | 0       | 1      | 1      |
| 83        | Giordania           | 0   | 0       | 1      | 1      |
| 83        | Honduras            | 0   | 0       | 1      | 1      |
| 83        | Indonesia           | 0   | 0       | 1      | 1      |
| 83        | Kosovo              | 0   | 0       | 1      | 1      |
| 83        | Macedonia del Nord  | 0   | 0       | 1      | 1      |
| 83        | Niger               | 0   | 0       | 1      | 1      |
| 83        | Pakistan            | 0   | 0       | 1      | 1      |
| 83        | Sri Lanka           | 0   | 0       | 1      | 1      |
| Totale    | Totale              | 241 | 239     | 264    | 743    |